# Ringelsdorfer-, Gloine- und Dreibachsystem im Vorfläming
Das Ringelsdorfer-, Gloine- und Dreibachsystem im Vorfläming ist ein FFH-Gebiet in den Städten Genthin und Möckern im Landkreis Jerichower Land in Sachsen-Anhalt.

## Allgemeines
Das FFH-Gebiet umfasst mehrere flächenhafte Teile mit einer Gesamtgröße von circa 294 Hektar sowie linienhafte Teile mit einer Gesamtlänge von circa 29 Kilometern (beim Bundesamt für Naturschutz ist die Größe des FFH-Gebietes mit 319 Hektar angegeben). Es überlagert sich zu einem großen Teil mit dem Landschaftsschutzgebiet „Möckern-Magdeburgerforth“. Im Süden grenzt es an das FFH-Gebiet „Altengrabower Heide“ und das EU-Vogelschutzgebiet „Vogelschutzgebiet Altengrabower Heide“, mit dem es sich kleinflächig überlagert, im Norden grenzt es an das FFH-Gebiet „Fiener Bruch“ und das EU-Vogelschutzgebiet „Vogelschutzgebiet Fiener Bruch“. Zwei flächige Bereiche des FFH-Gebietes sind als Naturschutzgebiet „Magdeburgerforth“ bzw. „Ringelsdorf“ ausgewiesen. Das FFH-Gebiet ist durch die Landesverordnung zur Unterschutzstellung der Natura 2000-Gebiete im Land Sachsen-Anhalt (N2000-LVO LSA) seit dem 21. Dezember 2018 rechtlich gesichert. Zuständige untere Naturschutzbehörde ist der Landkreis Jerichower Land.

## Beschreibung
Das FFH-Gebiet liegt südwestlich von Brandenburg an der Havel. Es umfasst Abschnitte der Fließgewässer Ringelsdorfer Bach und des ihm zufließenden Drewitzer Bachs, Gloine, die sich südlich von Tucheim mit dem Ringelsdorfer Bach zum Tucheim-Parchener Bach (einem Zufluss des Elbe-Havel-Kanals) vereint, und Dreibach, der der Gloine zufließt. Weiterhin umfasst das FFH-Gebiet zwei überwiegend bewaldete Flächen.
Die Fließgewässer sind abschnittsweise naturnah ausgebildet, teilweise aber auch begradigt und ausgebaut. Stellenweise ist die ökologische Durchgängigkeit der Bäche durch Querbauwerke unterbrochen. Die Bäche verfügen über Wasservegetation. Sie werden abschnittsweise von feuchten Hochstaudenfluren begleitet. Vielfach grenzen sie an Wälder bzw. durchfließen diese.
Die Wälder im FFH-Gebiet sind vorrangig als Buchenwälder ausgebildet, die auf lehmig-sandigen Plateaus und flachen Hanglagen stocken. Stellenweise sind Eichenwälder und Eichen-Hainbuchenwälder ausgebildet. In den beiden Naturschutzgebieten innerhalb des FFH-Gebietes stocken auch Erlen-Eschenwälder und kleinflächig Moorwälder.
Die Bäche im FFH-Gebiet sind Lebensraum für Biber und Fischotter. Ein naturnaher Abschnitt der Gloine kurz vor dem Zusammenfluss mit dem Ringelsdorfer Bach ist Lebensraum der Grünen Flussjungfer. Die Wälder sind Lebensraum für Mopsfledermaus und Großes Mausohr. In einem Bereich im Naturschutzgebiet „Ringelsdorf“ mit alten Eichenwäldern ist der Hirschkäfer heimisch. Weiterhin ist das FFH-Gebiet Lebensraum und Bruthabitat für verschiedene Vogelarten, darunter Kranich, Schwarzstorch, Grauspecht, Schwarzspecht, Mittelspecht und Eisvogel.
Das FFH-Gebiet grenzt im Bereich des Naturschutzgebietes „Ringelsdorf“ an die Bundesautobahn 2, die hier auch den Drewitzer Bach ebenso wie weiter östlich die Gloine und den Dreibach quert. Die Bäche werden in ihrem Verlauf mehrfach auch von weiteren öffentlichen Straßen gequert.